# Köteles László (politikus, 1957)
Köteles László (Kassa, 1957. július 13.) energetikus, politikus, művelődésszervező, a Csemadok országos alelnöke.

## Élete
1976-ban érettségizett a kassai magyar tanítási nyelvű ipariskolában. 1981-ben szerzett mérnöki oklevelet a Zsolnai Egyetemen. 1981-től Szepsiben él. 1990-ben az Együttélés Politikai Mozgalom egyik alapítója és 1992–1998 között parlamenti képviselője volt. 1998-2010 között a Magyar Közösség Pártja parlamenti képviselője volt.
1996-tól a Csemadok országos alelnöke. A kilencvenes évektől a honismereti kerékpártúrák egyik, és a Fábry Zoltán Napok főszervezője. A Szlovákiai Magyar Művelődési Intézet igazgatótanácsának elnöke. Tagja a Rákóczi Szövetségnek.

## Elismerései
- 2021 Magyar Arany Érdemkereszt polgári tagozata